# Jonny Johansson
Pour les articles homonymes, voir Johansson.
Jonny Johansson est le directeur créatif et cofondateur d'Acne Studios, une entreprise multidisciplinaire basée à Stockholm.

## Enfance
Jonny Johansson a grandi dans le nord de la Suède et était à l'origine guitariste dans plusieurs groupes de rock dans sa jeunesse,.

## Carrière
En 2002, Jonny Johansson et trois collègues fondent le collectif créatif ACNE. ACNE signifie Ambition to Create Novel Expression, mais Jonny Johansson a également exprimé qu'il aimait l'idée de « s'approprier un mot difficile » et de le rendre cool. En 1997, la ligne de mode Acne Studios est née lorsque Johansson a créé 100 paires de jeans en denim brut avec des surpiqûres rouges et les a offerts à ses amis et à sa famille.
Jonny Johansson a déclaré que la première inspiration pour Acne Studios venait de la Warhol Factory. Jonny Johansson est fortement influencé par l'art, le design, la littérature et la musique et au fil des ans, il a collaboré avec Lanvin, Lord Snowdon ou le magazine transsexuel Candy. Son style caractéristique met l'accent sur la couture et l'utilisation de matériaux éclectiques et de tissus personnalisés.